# Томас (округ, Канзас)
Шаблон:StateAbbr_ 39°21′ пн. ш. 101°03′ зх. д. / 39.35° пн. ш. 101.05° зх. д.
Округ Томас (англ. Thomas County) — округ (графство) у штаті Канзас, США. Ідентифікатор округу 20193.

## Історія
Округ утворений 1885 року.

## Демографія
За даними перепису 
2000 року 
загальне населення округу становило 8180 осіб, зокрема міського населення було 5554, а сільського — 2626.
Серед мешканців округу чоловіків було 3976, а жінок — 4204. В окрузі було 3226 домогосподарств, 2126 родин, які мешкали в 3562 будинках.
Середній розмір родини становив 3,04.
Віковий розподіл населення поданий у таблиці:
| Стать    | До 15 років | 15-21 | 22-29 | 30-39 | 40-49 | 50-65 | 65-85 | Понад 85 |
| -------- | ----------- | ----- | ----- | ----- | ----- | ----- | ----- | -------- |
| Чоловіки | 893         | 572   | 363   | 478   | 630   | 547   | 452   | 41       |
| Жінки    | 858         | 616   | 377   | 477   | 620   | 552   | 572   | 132      |

## Суміжні округи
- Ролінс — північ
- Декатур — північний схід
- Шерідан — схід
- Гов — південний схід
- Логан — південь
- Шерман — захід

## Виноски
1. ↑  U.S. Decennial Census. United States Census Bureau. Процитовано 29 липня 2014.
2. ↑  Historical Census Browser. University of Virginia Library. Архів оригіналу за 11 серпня 2012. Процитовано 29 липня 2014.
3. ↑  Population of Counties by Decennial Census: 1900 to 1990. United States Census Bureau. Процитовано 29 липня 2014.
4. ↑  Census 2000 PHC-T-4. Ranking Tables for Counties: 1990 and 2000 (PDF). United States Census Bureau. Процитовано 29 липня 2014.
5. ↑  State & County QuickFacts. United States Census Bureau. Архів оригіналу за 9 липня 2011. Процитовано 29 липня 2014. [Архівовано 2011-07-09 у Wayback Machine.](англ.) Наведено за англійською вікіпедією.
6. ↑  American FactFinder. Бюро перепису населення США. Архів оригіналу за 26 лютого 2012. Процитовано 31 січня 2008. [Архівовано 2008-05-21 у Wayback Machine.]

| США | Це незавершена стаття з географії США. Ви можете допомогти проєкту, виправивши або дописавши її. |